# Poslední loupež
Poslední loupež (v anglickém originále Heist) je americký kriminální film z roku 2001, který napsal a režíroval David Mamet a v němž hlavní role ztvárnili Gene Hackman, Danny DeVito a Delroy Lindo, ve vedlejších pak Rebecca Pidgeon, Ricky Jay, Patti Lupone a Sam Rockwell.
Film Poslední loupež získal od kritiků vesměs pozitivní recenze, které chválily postavy a scénář. Přestože film vydělal jen něco kolem svého produkčního rozpočtu, stal se s 23 miliony dolarů nejvýdělečnějším Mametovým filmem ve Spojených státech amerických a stal se populárním hitem na trhu s videonahrávkami.

## Děj
Joe Moore (Hackman) vede gang profesionálních zlodějů, kam patří Bobby (Lindo), Pinky (Jay) a jeho žena Fran (Pidgeon). Během loupeže v klenotnictví si Joe sundá masku, aby rozptýlil zaměstnance, ale jeho tvář zachytí bezpečnostní kamera. Kvůli důkazům se rozhodne odejít do důchodu a zmizet s Fran na plachetnici.
To se nelíbí překupníkovi Bergmanovi (DeVito), který mu odmítne zaplatit za poslední loupež a nutí ho provést další – krádež zlata z letadla. Bergman trvá na tom, že do gangu přibere svého synovce Jimmyho Silka (Rockwell). Joe souhlasí, ale v týmu narůstá napětí, zejména kvůli Jimmyho zájmu o Fran a jeho podezření, že Joe už ztrácí schopnosti.
Letištní loupež probíhá jako série triků – gang předstírá zásah bezpečnostní služby, překládá zlato do dodávky a následně ji ukryje v pronajaté garáži. Jimmy ale zradí tým a unese Fran, aby zlato ukradl sám. Když otevře skrýš, najde jen podložky místo zlata. Joe mezitím v přestrojení dostane skutečné zlato z letadla a s Bobbym ho roztaví do dlouhých tyčí.
Bergman zajme Pinkyho a vymámí z něj Joeův plán. S gangem přepadne Joeovu loď, kde věří, že zábradlí je vyrobené ze zlata. Fran odchází s Jimmym a prosí Bergmana, aby Joea ušetřil. Skrytý Bobby však zahájí palbu a spolu s Joem všechny nepřátele zlikvidují.
Joe čeká na Fran s náklaďákem plným černých tyčí, ale ona ho zradí a odjíždí s Jimmym. Joe klidně nasedne do druhého auta – ukáže se, že skutečné zlato bylo celou dobu ukryté pod nátěrem. Přikryje ho plachtou a odjíždí.